# Gräbenwäldchesfeld von Hausen
Das Naturschutzgebiet Gräbenwäldchesfeld von Hausen (NSG-Kennung 1438017) liegt im hessischen Landkreis Offenbach. Es umfasst einen rund 5,4 Hektar großen Wiesenbestand, der sich im Stadtgebiet von Obertshausen befindet.

## Gebietsbeschreibung
Das Gräbenwäldchesfeld von Hausen ist am südöstlichen Rand von Obertshausen gelegen.

## Pflanzenwelt
Dactylorhiza majalis (Breitblättriges Knabenkraut), Dactylorhiza maculata (Geflecktes Knabenkraut), Ophioglossum (Natternzunge), Potentilla palustris (Sumpf-Blutauge), Viola palustris (Sumpf-Veilchen).

## Schutzzweck
Zweck der Unterschutzstellung ist es, die artenreichen Feuchtwiesen, die Röhrichte und Groß-Seggenriede mit ihren seltenen Tier- und Pflanzenarten zu erhalten und zu sichern.